# Canaiolo

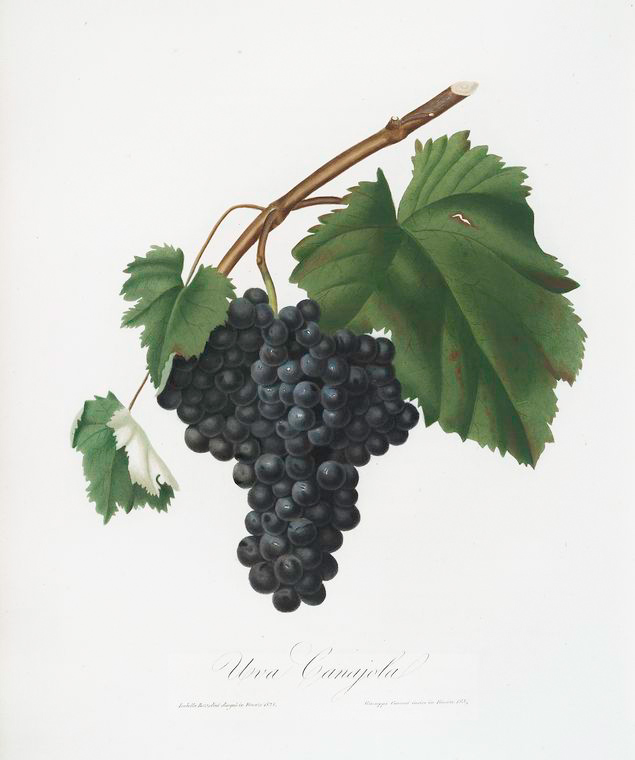
Dibujo de la canaiolo del tratado del titulado "Pomona Italiana".

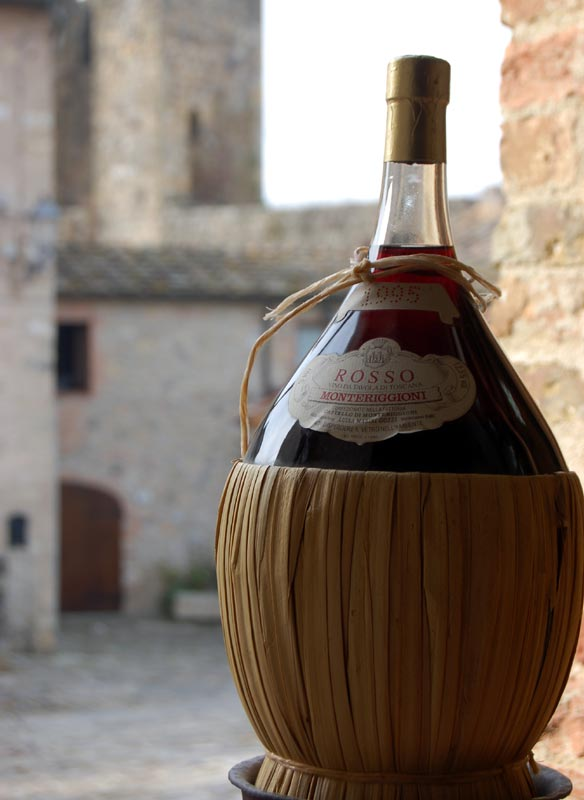
La canaiolo fue antaño la uva dominante en las mezclas de Chianti.

La canaiolo (también llamada canaiolo nero o uva canina) es una uva de vino tinto italiana que crece en el Valle Central de Italia pero que se destaca más en la Toscana. Otras regiones con plantaciones son el Lacio, Marche y Cerdeña. En Umbría existe una mutación conocida como canaiolo bianco. Se suele usar con sangiovese y colorino para crear el vino de Chianti y es un importante componente secundario del Vino Nobile di Montepulciano. Se ha considerado un componente clave del vino de mezcla de Chianti a lo largo de la historia y durante el siglo XVIII pudo haber sido usada en un porcentaje mayor que la sangiovese.
Parte de su popularidad puede haber venido de su habilidad para secarse sin pudrirse para su uso en el método de fermentación prolongada llamado governo. En el siglo XIX, la receta del vino de Chianti de Bettino Ricasoli dio a la caniolo un papel de apoyo de la sangiovese, añadiendo frutalidad y suavizando los taninos sin menoscabar los aromas del vino. Después de la epidemia de filoxera, la vid canaiolo no tomaron bien los injertos en su nuevo rizoma americano y la uva empezó a decaer. En 2006, el total de las plantaciones de canaiolo en Italia había caído a menos de 3000 hectáreas. Hoy los productores toscanos han renovado sus esfuerzos para encontrar las mejores selecciones de clones y devolver la popularidad a la variedad.
Existe una subvariedad blanca conocida como canaiolo bianco, cuyo uso está permitido en el vino de Orvieto, en Umbría. En Orvieto se la conoce como drupeggio. En los últimos años, las plantaciones han disminuido.

## En la Toscana

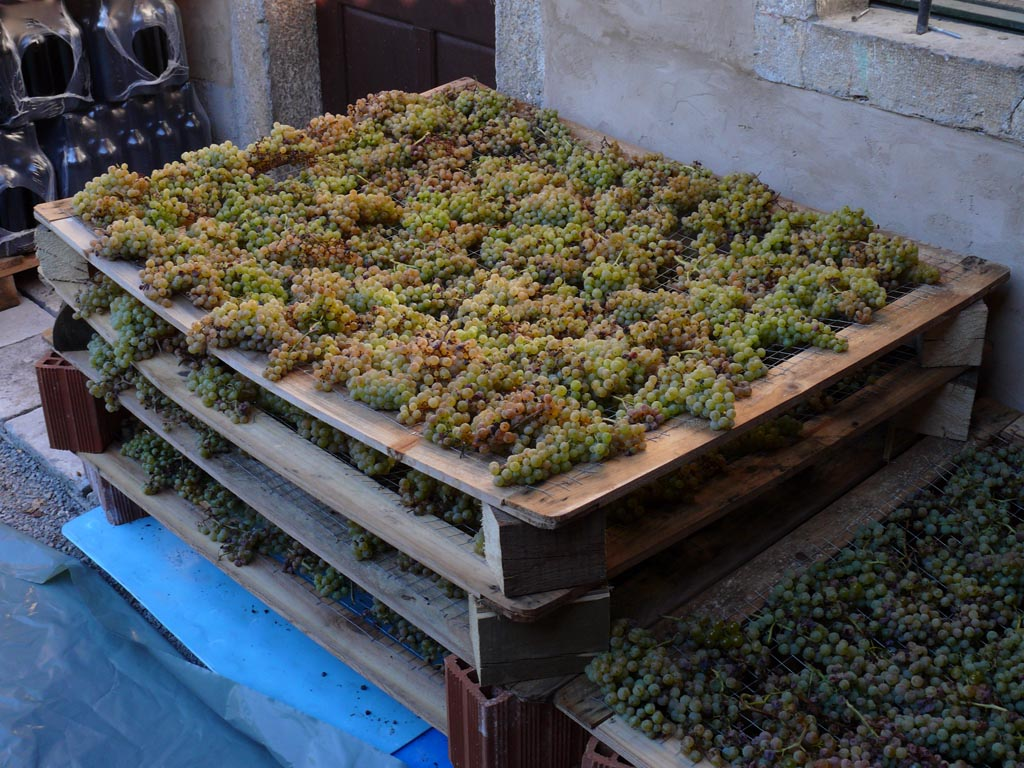
La habilidad de la canaiolo para pasar su periodo de secado (en la foto) sin pudrirse la hace ideal para ser vinificada con la técnica governo.

Los ampelógrafos creen que la canaiolo es nativa de la Italia central y quizás de la región de la Toscana. Fue plantada ampliamente en la región de Chanti y fue la variedad dominante en los vinos de mezcla de allí en el siglo XVIII. El escritor Cosimo Villifranchi destacó que la popularidad de la uva y que era mezclada a menudo con la sangiovese, la mammolo y la marzemino. Parte del éxito de la canaiolo en la Toscana puede deberse a su afinidad para la técnica governo de vinificación que era usada para asegurar la fermentación completa.
Antaño, algunos vinos de Chianti eran inestables porque no se había llevado a cabo la fermentación por completo y las célucas de la levadura continuaban activas en el vino. El desfase de la fermentación se debía, en parte, a las frías temperaturas de después de la cosecha, que aturdían a la levadura e inhibían su actividad antes de los avances tecnológicos de control de temperatura en el recipiente donde se lleva a cabo la fermentación. La técnica governo fue inventada por los productores de Chianti en el siglo XIV. Esto implicaba la añadidura de uvas medio secas al mosto para estimar a la levadura con una nueva fuente de azúcar que podía mantener a la levadura activa durante todo el proceso de fermentación La resistencia de la canaiolo a pudrirse cuando se llevaba a cabo su secado parcial la hizo una uva ideal para esta técnica.
En el siglo XIX, el barón Bettino Ricasoli creó la receta moderna del vino de Chianti, que era sobre todo sangiovese con caniolo añadida para su frutalidad y su habilidad para sauvizar los taninos de la sangiovese. El enólogo Hugh Johnson descubrió que la relación entre la sangiovese y la canaiolo tiene cierto paralelismo con cómo la cabernet sauvignon es suavizada por la frutalidad de la merlot en la mezcla tradicional de Burdeos. El aumento de la importancia de la sangiovese llevó al declive de la caniolo a medida que muchos productores se dedicaron a plantar más sangiovese. Fuera de Chanti, el papel de la canaiolo en el Vino Nobile di Montepulciano (basado en la sangiovese) fue también en declive aunque nunca fue tan importante allí como en Chianti. La filoxera de finales del siglo XIX puso de manifiesto la dificultad de la canaiolo para adaptarse a los injertos americanos.
Hoy hay unos pocos viñedos en la región clásica de Chianti especializados en la caniolo, dos de ellos son las fincas familiares de Bettino Ricasoli en Brolio y Gaiole in Chianti, así como algunos viñedos dispersos en Barberino Val d'Elsa. Se han llevado a cabo esfuerzos e investigaciones para seleccionar clones para volver a popularizar esta variedad en la Toscana.

## Otras regiones
Fuera de la Toscana, la canaiolo también puede encontrarse en la Italia central, con plantaciones significativas en el Lacio, Marche y Cerdeña. Aunque se han hecho esfuerzos en la Toscana para volver a popularizar la variedad, las plantaciones en el país han continuado cayendo, alcanzándose las 3000 hectáreas en 2006.

## Sinónimos
La canaiolo también es conocida por los sinónimos caccione nero, cacciuna nera, cagnina, calabrese, canaiola, canaiolo borghese, canaiolo cascolo,  canaiolo colore, canaiolo grosso, canaiolo nero, canaiolo nero a raspo rosso, canaiolo nero comune, canaiolo nero grosso, canaiolo nero minuto, canaiolo pratese, canaiolo romano, canaiolo rosso piccolo, canaiolo toscano, canaiuola, canaiuolo, canajola lastri, canajolo, canajolo lastri, canajolo nero grosso, canajolo piccolo, canajuola, canajuolo nero comune, canina, cannaiola, cannajola, colore, San Giovese, tindillaro, tindilloro, uva canaiolo, uva canajuola, uva canina, uva colore canaiola, uva dei cani, uva donna, uva fosca, uva grossa, uva marchigiana, uva merla y vitis vinífera etrusca.